# Sphaerostephanos trimetralis
Sphaerostephanos trimetralis är en kärrbräkenväxtart som beskrevs av Holtt. Sphaerostephanos trimetralis ingår i släktet Sphaerostephanos och familjen Thelypteridaceae. Inga underarter finns listade.